# Biển Arafura
Biển Arafura nằm ở phía tây Thái Bình Dương trên thềm lục địa giữa Australia và New Guinea. Nó có ranh giới là eo biển Torres để nối với biển Coral ở phía đông, vịnh Carpentaria ở phía nam, biển Timor ở phía tây cùng hai biển Banda và Ceram ở phía tây bắc. Biển này dài khoảng 1.290 km (800 dặm Anh) và rộng khoảng 560 km (350 dặm Anh), diện tích khoảng 650.000 km² (250.000 dặm vuông Anh). Độ sâu của biển này chủ yếu trong phạm vi 50–80 m (165–265 ft) với độ sâu tăng dần về phía tây, với các rạn san hô có thể phát triển tới độ sâu 610 m (2.000 ft). Là một biển nông nhiệt đới, vùng nước của nó là nơi phát sinh cho một số xoáy thuận nhiệt đới mỗi năm.
Biển này nằm trên thềm Arafura, một phần của thềm Sahul. Thềm Arafura dường như có bề mặt địa hình thấp và có khí hậu khô cằn trước khi nó bị nhấn chìm dưới nước biển của thời kỳ hậu băng hà. Quần đảo Aru ở phía bắc, được tạo thành từ phay nghịch cục bộ, có ranh giới với vùng máng lõm Aru, một rãnh cong, đạt tới độ sâu tối đa 3.660 m (12.000 ft). Vùng máng lõm này là một phần của chuỗi các vùng trũng nằm dưới các biển Ceram, Arafura và Timor, trải dài về phía tây thành rãnh Java trong Ấn Độ Dương. Khi mực nước biển thấp, như trong thời kỳ băng hà gần đây, thềm Arafura, vịnh Carpentaria và eo biển Torres tạo thành một cầu đất liền phẳng, nối liền Australia với New Guinea và tạo thuận lợi cho việc di cư của con người từ châu Á sang Australia. Vùng đất tổ hợp này tạo thành lục địa Sahul. Các cuộc khảo sát thập niên 1960 và 1970 chỉ ra rằng các trầm tích khoáng vật ở quy mô lớn hiện nay nằm dưới đáy biển.
Tên gọi Arafura xuất hiện lần đầu tiên trong "Sailing Directions for the Arafura" năm 1837 của GW Earl, trong đó ông biên tập các bản dịch từ các tài liệu của những nhà thám hiểm Hà Lan sớm hơn.
Người ta từng cho rằng tên gọi Arafura có nguồn gốc từ tiếng Bồ Đào Nha, có lẽ là sự sửa đổi sai lạc của từ "Alfours" nghĩa là "những người tự do", nhưng nghiên cứu gần đây tại Lưu trữ quốc gia Hà Lan đã phát hiện ra ghi chép từ điển địa danh học của AJ van der Aa năm 1939, trong đó viết "các cư dân của Molucca gọi chính họ là "haraforas", phiên dịch "Anak anak gunung" như là "những đứa con của núi rừng"."
Như thế, tên gọi biển Arafura là từ tên gọi bản địa để chỉ "những người dân của núi rừng" tại Molucca (một phần của Indonesia) như được nhận dạng bởi các đại úy hải quân Hà Lan Kolff và Modera trong thập niên 1830."
Biển này là nơi có tiềm năng cho việc đánh bắt tôm và đánh cá tầng đáy. Tôm trong khu vực biển này là các loài trong họ Tôm he (Penaeidae) cùng các loài cá cơ bản thuộc họ Cá lượng (Nemipteridae) cùng các loài cá khác.
Sự phát triển kinh tế ngày càng tăng và duy trì chất lượng môi trường là hai thách thức chính để đạt được sự phát triển bền vững trong các khu vực duyên hải của biển này. Sử dụng các nguồn tài nguyên biển và nghề cá để phát triển kinh tế cho một vùng cụ thể phải được thực thi với sự phối hợp và thông qua các cách tiếp cận thích hợp, trong đó sự lưu tâm tới các khía cạnh bền vững của môi trường cần được tính đến. Được thành lập năm 2002, diễn đàn chuyên gia biển Arafura và Timor (ATSEF) tìm kiếm các biện pháp để khuyến khích việc quản lý các biển này một cách thích hợp về cả mặt kinh tế lẫn môi trường.